# Élections législatives caïmaniennes de 2013

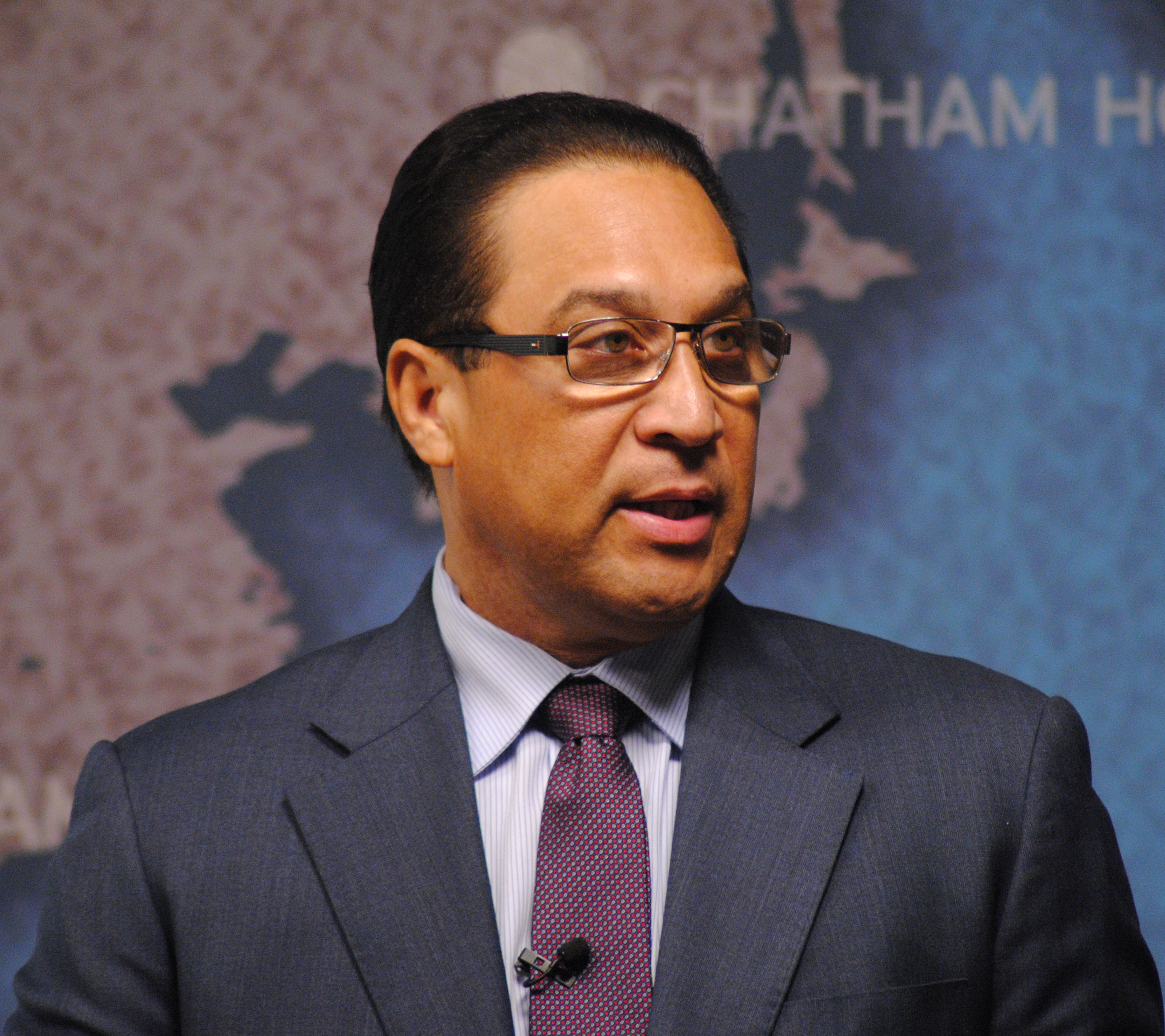
Alden McLaughlin

Les élections législatives caïmaniennes de 2013 se sont déroulées le 22 mai 2013.

## Système politique et électoral
Les îles Caïmans sont un territoire britannique d'outre-merdans les Caraïbes organisé sous la forme d'une monarchie parlementaire. Les îles font partie de la Couronne britannique, et la reine du Royaume-Uni Élisabeth II en est nominalement chef de l'État. Elle est représentée par un gouverneur, actuellement Helen Kilpatrick.
Le parlement est monocaméral. Son unique chambre, l'Assemblée législative des îles Caïmans, est composée de 18 députés élus pour 4 ans selon un mode de scrutin plurinominal majoritaire dans 6 circonscriptions qui comportent entre un et quatre sièges. Les habitants votent pour autant de candidats qu'il y a de sièges dans leur circonscription, et ceux ayant réuni le plus de suffrages sont déclarés élus.
Il s'agit des dernières élections ayant lieu sous un mode de scrutin plurinominal aux îles Caïmans, le gouvernement décide en effet de changer le système électoral à la suite de l'avis favorable de la population lors du référendum caïmanien de 2012. Le changement est effectif pour les Élections législatives caïmaniennes de 2017.

## Résultats
|                          | Mouvement progressiste du peuple | 21 859 | 36,1  | 9  | 4  |  |  |
|                          | Parti démocratique uni           | 16 816 | 27,8  | 3  | 6  |  |  |
|                          | Coalition pour Caïmans           | 11 275 | 18,6  | 3  | Nv |  |  |
|                          | Alliance nationale populaire     | 3 436  | 5,7   | 1  | Nv |  |  |
|                          | Indépendants                     | 7 212  | 11,9  | 3  | 1  |  |  |
|                          |                                  |        |       |    |    |  |  |
| Total des voix           | Total des voix                   | 60 588 | 100   | 18 | 3  |  |  |
| Total des votants        | Total des votants                | 14 760 | -     |    |    |  |  |
| Inscrits / participation | Inscrits / participation         | 18 492 | 79,82 |    |    |  |  |